# Хисар, Ремзие
Ремзие Хисар (тур. Remziye Hisar; 1902—1992) — турецкий учёный-химик. Как первая турецкая женщина с дипломом Сорбонны, она занимала должности в различных университетах Турции и опубликовала множество статей, в основном о метафосфатах и турецких травах. Она считается одной из первых женщин-учёных в современной истории Турции.

## Ранние годы
Она родилась в 1902 году в Скопье (тогда город Ускюб в состав Османской империи) в семье гражданского служащего Салиха Хулуси и Айше Рэфии. Через год после провозглашения второй конституции семья вернулась в Стамбул в 1909 году.
Она была зачислена в начальную школу и окончила 3 класса за один год. С назначением отца на новое место в Стамбуле семья переехала снова. Она получала среднее образование в разных местах по обе стороны Босфора. Затем она училась пять лет в школе-интернате в Капе (район Фатих). Ремзие получала естественнонаучное образование в «Дарю’ль-Фюнуне» (предшественнике современного Стамбульского университета), где её основным интересом была химия. Окончила обучение с отличием 15 июля 1919 года.
Сразу после окончания учёбы она присоединилась к небольшой группе своих одноклассниц и вместе с ними поехала в Баку работать в педагогическом училище. Группа прибыла по морю в Батуми и через три дня добралась до Баку. Во время ужина в Баку, организованного богатым азербайджанцем, Ремзие познакомилась с Решитом Сюрейей (позднее получившего фамилию Гюрсей), доктором медицины из Турции. Они были помолвлены 18 марта 1920 года и поженились через месяц 20 апреля. Вскоре, незадолго до вступления в Азербайджан Советской армии, они вернулся в Стамбул.
7 апреля 1921 года она родила сына Фезу, который впоследствии стал крупным математиком и физиком. По приглашению своего бывшего учителя, который к тому времени стал директором департамента образования в министерстве, поехала в Адану работать преподавателем. Ремзие отправилась туда морем через Мерсин, оставив полуторагодовалого сына с её матерью и старшей сестрой в Стамбуле. Она преподавала математику в двухклассном училище.
Спустя год она последовала за своим мужем в Париж, чтобы окончить высшее образование. В 1924 году в Париже у неё родилась дочь Деха, которая позднее стала турецким членом Международной ассоциации психологии. Там она получила химическое образование в университете Сорбонны, где среди её преподавателей была Мария Кюри. В этот период она получала стипендию от правительства Турции, её сын вместе со своей сестрой жил в Париже. Ремзие получила аттестат по биохимии. Она стала первой турецкой женщиной, получившей аттестат в Сорбонне. Хотя она хотела продолжить обучение в докторантуре, ей пришлось вернуться домой из-за отсутствия стипендии после завершения её образования.

## Карьера
Приехав в Стамбул, она была назначена на административную должность в среднюю школу для девочек Эренкёй. Ремзие не нравилась эта должность, поскольку она хотела изучать химию. Её заявка на обучение в докторантуре в Париже была первоначально отклонена. Тогда она подала заявку на вакантную должность учительницы химии в Горно-инженерном училище в Зонгулдаке. Затем министр образования Джемаль Хюсню (Тарай) предложил ей стипендию на докторантуру во Францию, а её сын Феза был устроен в знаменитый Галатасарайский лицей на бесплатное обучение.
В 1930 году Ремзие развелась с мужем. Она взяла свою дочь Деху и младшую сестру Михри с собой в Париж, где сестра заботилась о дочери. Она проводила исследования метафосфатов с Полем Паскалем (1880—1968), через три года получила докторскую степень.
В 1933 году Ремзие вернулся домой. Она была назначена доцентом кафедры общей химии и физической химии в Стамбульском университете, который недавно был реорганизован. В 1936 году она переехала в Анкару, где заняла должность специалиста по биохимии на кафедре фармакодинамики Института общественного здоровья.
В 1947 году Ремзие, которая взяла фамилию Хиссар после выхода закона о фамилиях 1934 года, отправилась в Стамбульский технический университет, где заняла должность адъюнкт-профессора химии на факультете машиностроения и химии. В 1959 году она стала профессором. В 1973 году вышла на пенсию. Она опубликовала более 20 статей в течение своей карьеры, в основном о метафосфатах и турецких травах, многие из которых были опубликованы в журнале Bulletin de la Société Chimique de France.

## Поздние годы
После ее ухода на пенсию Ремзие Хиссар жила в своём доме в Анадолухисаре, унаследованном от отца. Она умерла вскоре после получения известия о смерти её сына Фезы в 1992 году.

## Признание
В 1991 году она получила премию Совета Турции по научно-техническим исследованиям (TÜBİTAK).